# Maszala
Maszala (arab. مشعلة)– wieś w Syrii, w muhafazie muhafazie Aleppo. W 2004 roku liczyła 282 mieszkańców.